# Parc Levelt
 (mai 2025).
Si vous disposez d'ouvrages ou d'articles de référence ou si vous connaissez des sites web de qualité traitant du thème abordé ici, merci de compléter l'article en donnant les références utiles à sa vérifiabilité et en les liant à la section « Notes et références ».
Le Parc Levelt est un stade de football haïtien situé à Saint-Marc.

## Débuts
Il a pris naissance en décembre 1950 à la suite du don du terrain par le général Antoine Levelt, ancien chef d'État-Major de l'armée haïtienne.
La première cloture du Parc a été érigée dans les années 1960, sous les directives de Nemours Posy, un passionné de football et originaire de Jacmel, devenu président de la Ligue de football de Saint-Marc, l'USSSM.
L'inauguration du Parc Levelt a été commémorée par un match opposant une sélection locale de Saint-Marc à l'équipe du Violette AC.

## Évolution
Le Parc Levelt a accueilli durant, les années 60 et 70, tous les tournois locaux tant au niveau urbain et entre clubs de quartier qu'au niveau régional entre les sélections des diverses communes avoisinantes (Desdunes, Marchand-Dessalines, Verrettes, L'Estère, Liancourt etc.)
L'un des tournois majeurs qui a suscité le plus d'enthousiasme et de passion parmi les Saint-Marcois, fut le tournoi du Régionalito organisé sous l'égide de l'USSSM avec l'approbation de la Fédération haïtienne de football (FHF) en 1984. Le Parc Levelt fut alors doté d'une tribune en bois et de nouveaux vestiaires.
Il est à souligner que ce stade (de Saint-Marc) n'a pas toujours porté le nom de Parc Levelt puisque, dans les décennies 1960, 1970 et la première moitié des années 1980, il s'est vu attribuer tour à tour les noms de François Duvalier et Jean-Claude Duvalier, les deux maitres politiques du pays à ces époques-là.

## Les années récentes
En juillet 2005, un an après le départ du président Jean-Bertrand Aristide, le Parc Levelt subit de profondes transformations grâce à de nouveaux travaux financés par le gouvernement de Taïwan. La capacité du stade a augmenté grâce à la construction de nouveaux gradins une pelouse au gazon naturel.
Après le tremblement de terre du 12 janvier 2010, la compagnie téléphonique DIGICEL a doté d'un système d'éclairage en installant des projecteurs sur tout le périmètre du bâtiment.
Le Parc Levelt est une infrastructure communale qui ne dépend plus de l'USSSM qui a disparu en 1987, mais sa gestion et son fonctionnement relèvent à présent (depuis 2005) d'une instance communautaire, le COGEPAL, déléguée à la fois par la FHF et la Municipalité de Saint-Marc.